# Esa mujer (película de 1969)
Esa mujer es una película dramática española dirigida por Mario Camus  con guion de Antonio Gala y protagonizada por Sara Montiel.

## Argumento
A finales del siglo XIX Soledad Romero, una conocida cantante, es acusada de asesinato. Durante el juicio se desvela su trágica historia. En un principio es monja misionera pero es violada durante una sublevación. Traumatizada, abandona la orden y vuelve a España para trabajar en un taller de bordados. Conoce a un tipógrafo que la abandona al conocer su pasado. Más tarde conoce a un hombre mayor que descubre su talento para el canto y la inicia en su carrera artística. Consigue hacerse famosa y se enamora de un militar que sufre de ludopatía y que le saca el dinero. Tras este desengaño amoroso decide volver al convento, pero no es admitida. Finalmente se enamora de un hombre casado con el que inicia un apasionado romance.

## Reparto
- Sara Montiel es Soledad.
- Ivan Rassimov es Carlos.
- Cándida Losada es Sor Lucía.
- Marcela Yurfa es Sor San Pablo.
- Hugo Blanco es Juan José.
- Marco Davo es Luis.
- Jesús Aristu es Ramón.
- Patricia Nigel es Eugenia.
- Matilde Muñoz Sampedro es Eduarda.
- Carlos Otero es Fiscal.